# Болота Беларуси
Болота Беларуси — избыточно увлажнённые участки земли со специфической растительностью, в результате жизнедеятельности и отмирания которой образуется торф, являются одними из крупнейших в Европе.

## География болот
В Беларуси под болотами 2,5 млн га (вместе с осушенными) — 14,1 % площади страны, с запасом торфа-сырца 30,4 млрд м³; наибольшая мощность торфяного пласта 10,5 м (болото Ореховский Мох). Под залежью торфа на некоторых болот месторождения сапропеля. Распределены болота на территории страны неравномерно. В зависимости от условий водного питания и характера растительности подразделяются на верховые, переходные и низинные. Верховые болота развиваются в местах, где преобладает атмосферное питание (Полоцкая низина, Друть-Березинское междуречье и др.). В местах, где преобладает грунтовое водное питание, болотные массивы почти полностью низинные (Гродненская и большая часть Брестской обл.). В других районах соотношения распределения низинных и верховых болот различны (Минская и Могилёвская обл.) Самые большие болота в Брестской обл. — Выгонощанское болото, Поддубичи, Великий лес, Обровское болото.

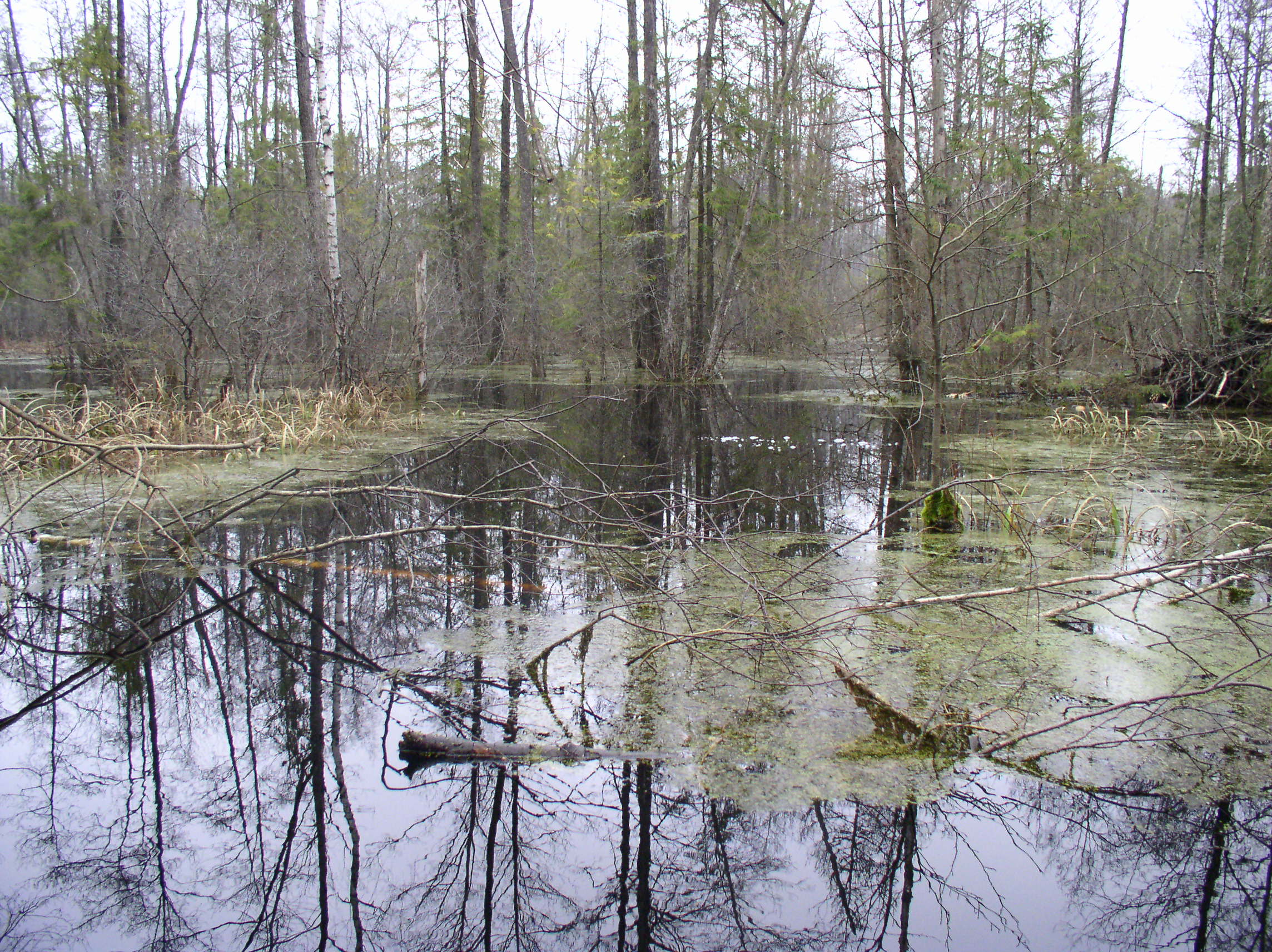
Болото около торфозаготовок в Руденске

## Верховые болота
Это болота исключительно атмосферного питания. Наиболее распространены в северной части Беларуси (Витебская и Минская обл.); занимают 15,8 % пл. всех болот. Размещаются преимущественно на водоразделах в замкнутых бессточных понижениях; там же и наибольшие запасы торфяных залежей. Мощность торфяного пласта 2—4, реже 9—10 м, степень разложения торфа 5—50 %. Имеют выпуклую поверхность. Видовой состав растительности ограничен: из древесных пород — сосна, из кустарничков — багульник, болотный мирт, вереск, подбел, голубика, клюква, вороника; из трав — пушица влагалищная, росянка круглолистная, морошка (изредка на севере Белоруссии), шейхцерия, очеретник, распространён сплошной покров из сфагновых мхов. Среди таких болот преобладают лесные, на которых распространены сосново-пушицево-кустарничково-сфагновые ассоциации (например, Осиновское болото). Безлесные болота (пушицево-сфагновые и шейхцериево-сфагновые ассоциации) встречаются только отдельные участками в более обводнённых понижениях, часто образуют грядово-мочажинные комплексы растительности. Образуются сфагновый, пушицевый, сосново-пупшцевый, шейхцериево-сфагновый и др. виды торфа. В торфяной залежи очень часто верховой торф подстилается низинным, переходным.

## Низинные болота

Болота у берега Припяти

Это болота грунтового питания. В Беларуси занимают 81,2 % площади всех болот. Особенно много их в Брестской, Гродненской и Минской областях. Располагаются на плоских бессточных понижениях, встречаются на месте прежних озёр в бассейнах Припяти и Немана. Мощность торфяного пласта в среднем 1—2, иногда до 6 м, степень разложения торфа 20—40,% и выше. Имеют вогнутую или плоскую поверхность, богатый видовой состав болотных растений и растит, ассоциаций. Из древесных пород растут сосна, берёза, ольха, изредка ель; из кустарников — разные виды ив (часто ива пепельная), берёза низкая; из травянистых растений — таволга, вахта, сабельник, хвощ, папоротники, кипрей, вейник, тростник, полевица белая, овсяница красная, мятлик луговой, осоки, шиповые и сфагновые мхи. На сильно обводнённых болотах преобладают тростниковые, хвощовые, травяно-гипиовые и осоково-гипновые ассоциации, на более проточных и менее обводнённых болотах — осоково-злаковые, черноольхово-кранивно-разнотравные.
Подразделяются на лесные (черноольховые, пушистоберёзовые, ольхово-берёзовые, елово-сосново-ольхово-берёзовые), травянисто-кустарниковые (ивовые), травянистые (осоковые, хвощовые, тростниковые, манниковые, разнотравные) и травянисто-гипновые. В Полесье распространены берёзовые низинные болота, на которых растут берёза пушистая, ива, крушина; в травяном покрове — осоки с незначитительной примесью болотного разнотравья. Образуются осоковый, тростниковый, тростниково-осоковый, древесно-осоковый и другие виды торфа, торфотуфы и др. болотные отложения. Крупнейшие низинные болота: Ипа-Вишанское болото, Хольча, Сухое болото, Журавлёвское болото, Пущецевое болото, Ржище-Липки, Выгонощанское болото, Кузьмичи и Марьино, Дикое болото. Великий лес, Гальское болото, Обровское болото, Багна-Схеда, Булевское болото, Загалье, Гричин, Каролинское болото, Василевичи-2. Многие низинные болота частично или целиком осушены и используются под с.-х. угодья. На Диком и Выгонощанском болотах — гидрология, заказники.

## Переходные болота
Мезотрофные болота, смешанного питания с мезотрофной растительностью. Занимают промежуточное положение между низинными и верховыми болотами. Наиболее распространены в центральной части Беларуси. Составляют 3 % площади всех болот. Растительность — сфагновые (покрывают сплошным ковром) и гипновые мхи, травы (осоки, вахта трилпстная, сабельник болотный), кустарнички (багульник, голубика, болотный мирт, клюква), кустарники (ивы, берёза низкая), деревья (сосна, берёза пушистая). Подразделяются на лесные и безлесные. Лесные болота заняты чистыми сосновыми и берёзово-сосновыми лесами, безлесные — преимущественно осоково-сфагновыми, осоково-гипново-сфагновыми и разнотравно-осоково-сфагновыми ассоциациями. Нижние слои переходных болот складываются из низинного, верхние — из торфяно-осоково-сфагнового и древесно-осоково-сфагнового торфов.

## Торфяно-болотные области Беларуси
В соответствии с особенностями развития и торфообразования на территории республики выделено 5 торфяно-болотных областей:
1. верховых торфяников холмисто-озёрного ландшафта;
2. низинных торфяников западного конечно-моренного ландшафта;
3. крупных верховых и низинных торфяников полого-волнистой абляционной равнины;
4. небольших верховых и низинных торфяников в условиях значительного распространения лёссовидных пород;
5. крупных низинных торфяников Полесского ландшафта.

## Торфяные районы Беларуси
1. Браславско-Сиротинский
2. Меховско-Чашникский
3. Островецко-Лепельский
4. Гродненско-Новогрудский
5. Скидельско-Ивьевский
6. Ошмянско-Слуцкий
7. Плещеницко-Джержинский
8. Борисовско-Глусский
9. Крупско-Кличевский
10. Быховско-Паричский
11. Оршанско-Мстиславский
12. Могилевско-Хотимский
13. Кормянско-Гомельский
14. Каменецко-Малоритский
15. Кобринско-Пружанско-Ганцевичский
16. Дрогичинско-Пинский
17. Столинско-Лельчичский
18. Лунинецко-Любанский
19. Петриковско-Комаринский
20. Калинковичско-Ельско-Наровлянский

## Полезность болот
Болота Беларуси — разновидность земельных угодий, имеют большое климатическое и метеорологическое (резервуары воды) значение, особенно на водоразделах, у истоков рек, в районах с песчаными почвами; на Выгонощанском, Диком болотах образованы гидрологические заказники. Неосушенные низинные болота используются как естественные сенокосы, черноольховые леса на них высокопродуктивны. Осушенные низинные болота используются под с.-х. культуры, сенокосы, для добычи торфа. На верховых и переходных болотах растёт много ягодных (клюква, брусника) и лекарственных растений (багульник, росянка и др.).
Белорусские болота входят в международный список Рамсарской конвенции о защите водно-болотных угодий.

## Болотоведение в Беларуси

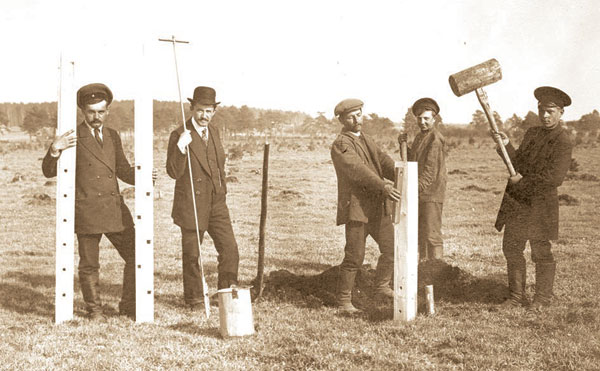
Работы по осушке болот в Минске. 1911 год

Начало развитию болотоведению в Белоруссии положено работами Западной экспедиции по осушению болот Полесья под руководством И. И. Жилинского (1873—1898). Участник её Г. И. Танфильев опубликовал первую в России классификацию болот и дал описание растительности болот Полесья (1899). В 1911 открылась Минская болотная опытная станция. В 1912—1915 в Минске издавался журнал «Болотоведение». В 1926—1929 в БСХА А. Д. Дубах и X. А. Писарьков исследовали прирост сфагновых мхов и торфа. Болотную растительность изучали О. С. Полянская, З. Н. Денисов, В. А. Михайловская, историю развития и географического распространение отдельных типов болот — В. С. Доктуровский, стратиграфию торфяных отложений — С. Н. Тюремнов. В 1925—1930 проблемы, связанные с окультуриванием болот, научали А. Т. Кирсанов, П. Ф. Лебедевич, А. Ф. Флёров, их продолжали И. С. Лупинович, С. Г. Скоропанов и др. В 1930 создан Всесоюзный НИИ болотного хозяйства, где изучались гидрология и культура болот. В 1934 организован Институт торфа АН БССР, в котором изучались торфяные залежи, характеристики торфа (Л. Я. Лепин, А. П. Пидопличко). Опубликованы «Торфяной кадастр БССР» (1940), «Торфяной фонд Белорусской ССР» (1953) с картой торфяных месторождений.
Установлена зависимость между трофностью питающих вод и характером формирования озёрной ванны. Доказано, что пограничный горизонт не является отпечатком особого ксеротермического периода в строении торфяных залежей. Изучение этого горизонта позволило обосновать сырьевые базы битуминозных торфов, показать условия их залегания. Исследованы географические и экологические особенности развития некоторых сфагновых комплексов на верховых болотах Беларуси. Даны основные генетические схемы развития торфяников на территории Беларуси. Выяснены причины образования и возраст затопленных в озёрах торфяников. Показано, что формирование торфяников и озёрных отложений проходило в разных периодах голоцена. Установлено, что развитие межледниковых и современных торфяников происходило по одной схеме. Интенсификация исследований по болотоведению связана с расширением масштабов хозяйственного освоения болот.
Основное внимание уделяется изучению генезиса, почвообразовательных процессов и растительных ассоциаций болот, методов регулирования водного режима, проблем, связанных с сельскохозяйственным использованием осушенных болот, промышленным освоением торфяных залежей и др. На основе исследований по болотоведению составляются проекты мелиорации, использования торфа.
«Болотоведение» ― научный журнал, вестник Минской болотной опытной станции. Издавался в 1912—1917, сначала в Минске, с № 3—4 за 1915 в Москве на русском языке. В 1912—1915 выходили 4 номера в год, за 1916—1917 один номер. Освещал вопросы происхождения болот, их классификации, методики исследования, физические и химические свойств болотных почв, использования болот для луговодства, полеводства, огородничества, садоводства, технические разработки болот и использования торфа на топливо и удобрение. Помещал отчёты, обзоры и планы деятельности Минской болотной опытной станции и её хозяйств, правительственные распоряжения по культуре болот, отчёты о съездах и конференциях по болотоведению, освещал деятельность земств и других общественных организаций по улучшению болот и лугов. Знакомил с новой литературой по болотоведению в России и за границей, с приборами и машинами для осушения болот и добычи торфа. Печатал статьи по вопросам орошения, осушения и растительности болот Полесья, результаты исследования болот и лугов Минской губернии.

## Болота в фольклоре и литературе
Болота в белорусском фольклоре предстают недобрым чуждым местом, населённом чертями, водяными и прочей нечистью. Но именно на болоте зацветает цветок папоротника (бел. папараць-кветка), по давней легенде приносящая белорусу счастье. Александр Блок посвятил белорусским болотам стихотворение «Полюби эту вечность болот…».